# 柳比沙·萨维奇
柳比沙·萨维奇（塞尔维亚语：／，1958年8月11日—2000年6月7日），昵称“毛瑟”，是一位波斯尼亚战争期间的波斯尼亚塞族军事指挥官，以指挥了黑豹旅而闻名。

## 生平
南斯拉夫内战结束后，他成为比耶利纳警察部队指挥官。并创立了塞族共和国民主党，并任该党第一任党魁。然而他于2000年6月7日被暗杀，当时其在比耶利纳，而三名暗杀者向他乘坐的吉普车开枪。而其刺客在暗杀后被判处20年监禁。